# Rzgów (gemeente in powiat Koniński)
De gemeente Rzgów is een landgemeente in het Poolse woiwodschap Groot-Polen, in powiat Koniński.
De zetel van de gemeente is in Rzgów Pierwszy.
Op 30 juni 2004 telde de gemeente 6840 inwoners.

## Oppervlakte gegevens
In 2002 bedroeg de totale oppervlakte van gemeente Rzgów 104,68 km², waarvan:
- agrarisch gebied: 71%
- bossen: 20%

De gemeente beslaat 6,63% van de totale oppervlakte van de powiat.

## Demografie
Stand op 30 juni 2004:
| Omschrijving                   | Totaal | Totaal | Vrouwen | Vrouwen | Mannen | Mannen |
| ------------------------------ | ------ | ------ | ------- | ------- | ------ | ------ |
| eenheid                        | aantal | %      | aantal  | %       | aantal | %      |
| inwoners                       | 6840   | 100    | 3470    | 50,7    | 3370   | 49,3   |
| bevolkingsdichtheid (inw./km²) | 65,3   | 65,3   | 33,1    | 33,1    | 32,2   | 32,2   |

In 2002 bedroeg het gemiddelde inkomen per inwoner 1283,28 zł.

## Administratieve plaatsen (sołectwo)
Babia, Barłogi, Błonice, Bobrowo, Bożatki, Branno, Dąbrowica, Goździków, Grabienice, Kowalewek, Kurów, Modła, Osiecza Druga, Osiecza Pierwsza, Rzgów (miejscowości: Rzgów Drugi en Rzgów Pierwszy), Sławsk, Świątniki, Witnica, Zarzew, Zarzewek, Zastruże.

## Aangrenzende gemeenten
Golina, Grodziec, Lądek, Rychwał, Stare Miasto, Zagórów